# Horisme xylinata
Horisme xylinata är en fjärilsart som beskrevs av W. Warren 1906. Horisme xylinata ingår i släktet Horisme och familjen mätare. Inga underarter finns listade i Catalogue of Life.